# فيتين-لوبيون
لبيون وتين (بالألمانية: Wettin-Löbejün) هي بلدة ألمانية تقع في ألمانيا في ساكسونيا أنهالت.[بحاجة لمصدر]  يقدر عدد سكانها بـ 10,934 نسمة .